# Chiese di Cesena

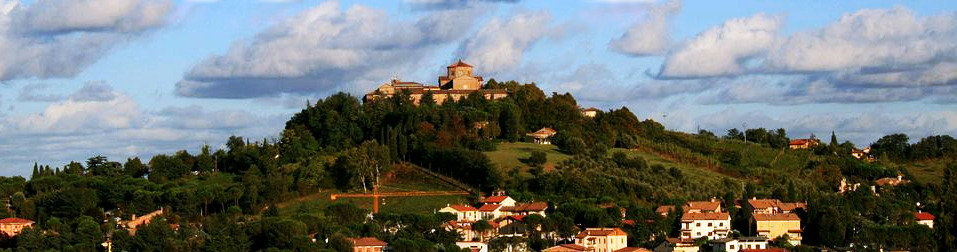
Abbazia di Santa Maria del Monte e le colline.

A Cesena sono presenti diverse chiese. La loro storia accompagna quella della città, segnandone la storia religiosa, sociale ed artistica.

## Chiese e conventi nel centro storico

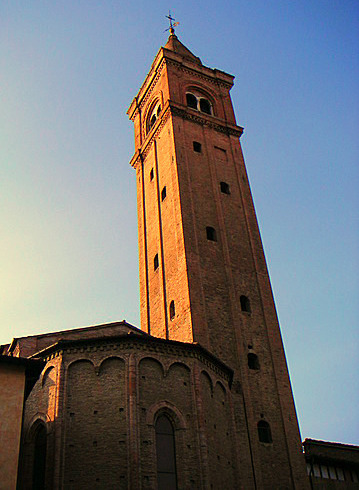
Il campanile della Cattedrale visto al tramonto.

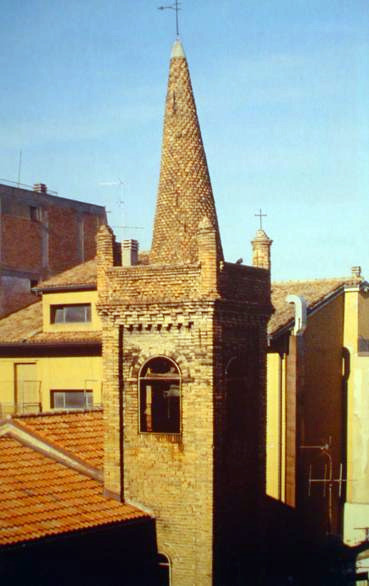
Il campanile di San Zenone

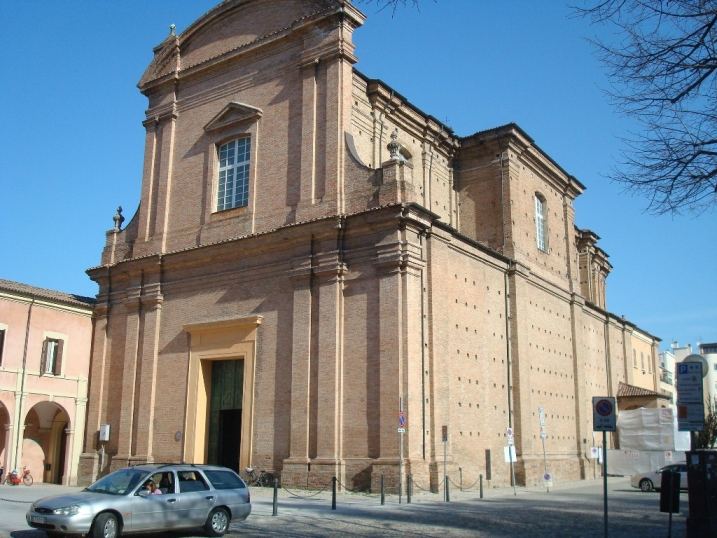
La Chiesa di San Domenico.

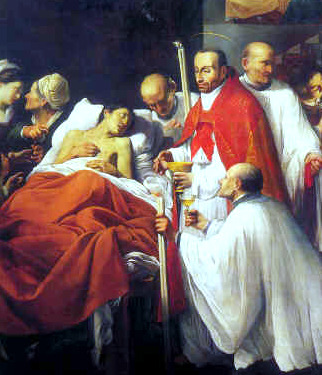
Dipinto di Carlo Saraceni, nella Chiesa di Santa Maria dei Servi.

Cattedrale di San Giovanni Battista
Di valore storico-artistico anche il Duomo cittadino, dedicato a San Giovanni Battista, in stile gotico-romano, risalente alla fine del Trecento, con una cripta che racchiude da secoli le spoglie di san Mauro. Il tempio conserva senza dubbio la massima opera scultorea conservata a Cesena, realizzata fra il 1494 e il 1505 dallo scultore lombardo Giovanni Battista Bregno da Osteno. Entro la nicchia racchiusa fra due pilastri, decorati con candelabre "all'antica", lo scultore ha raffigurato al centro Cristo che raccoglie il proprio sangue in un calice fra i santi Giovanni Battista e Giovanni Evangelista e ai lati Carlo e Camillo Verardi inginocchiati. Nei tondi, la Vergine Annunziata e l'Arcangelo Gabriele; il coronamento, nel quale si ipotizza fosse originariamente la figura del Padre Eterno, contiene oggi una conchiglia novecentesca. All'interno della Cattedrale è stato recentemente restituito dal ricercatore Alex Cavallucci al pittore manierista Livio Agresti un piccolo e importante dipinto raffigurante il Santo Battista eseguito su lastra di rame.
Convento di San Biagio
Il complesso di San Biagio venne creato nel 1394, ma l'edificio venne completato nel 1424 e rifatto nel 1486; nel 1810 chiesa e convento furono soppressi e il complesso divenne sede della Casa di Ricovero delle Figlie del Povero. Oggi è sede del Centro Culturale San Biagio e della Pinacoteca Comunale.

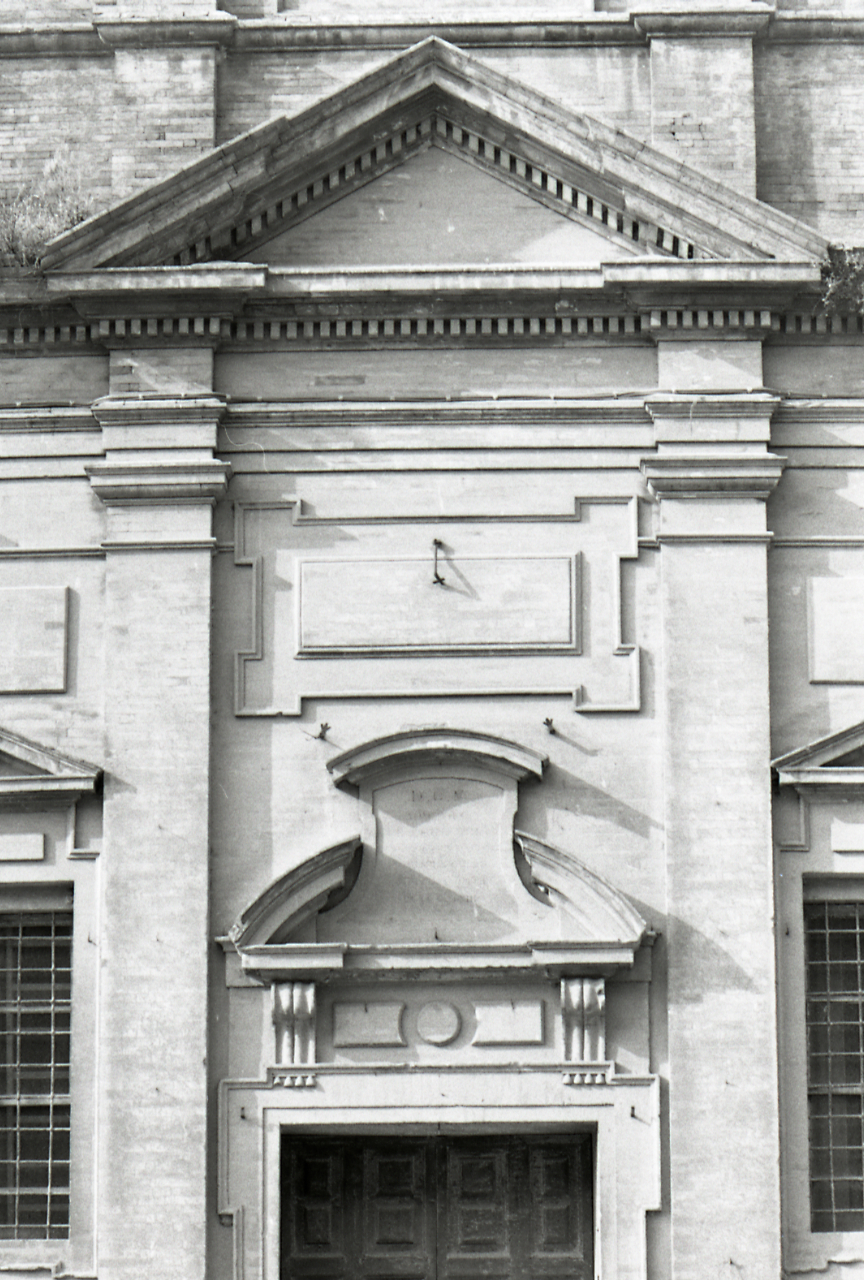
Chiesa dei Santi Anna e Gioacchino, particolare della facciata. Foto di Paolo Monti, 1972.

Chiesa dei Santi Anna e Gioacchino
Venne edificata nel 1663 su progetto di Pier Mattia Angeloni, secondo gli studiosi la consacrazione è avvenuta un anno dopo.
La facciata, che presenta elementi tardo-manieristici, è l'unico elemento di interesse che possiamo ammirare di questa chiesa, giacché dell'interno, che conservava gli affreschi di Cristoforo Serra, nulla si è conservato.
Chiesa di Sant'Agostino
La Chiesa di Sant'Agostino si trova nel centro storico della città. Il convento inizialmente era dei frati Osservanti, fu ceduto alla fine del XV secolo ai frati Agostiniani che intrapresero una vasta opera di ristrutturazione e decorazione della chiesa e del convento, che terminò nel 1520. La forma attuale della Chiesa risale al 1748.
Chiesa di Santa Cristina
La Chiesa di Santa Cristina è situata in contrada Chiaramonti. Di origine medievale, fu riedificata più volte nel corso dei secoli, in particolare nel 1470, nel 1630 e nel 1740, quando fu risistemata da Francesco Zondini. La chiesa fu definitivamente terminata nel 1825 con poche varianti rispetto al progetto originale di Giuseppe Valadier.
Chiesa di San Domenico
Edificata tra il 1706 e il 1722, sorge sui resti di una precedente chiesa della fine del duecento, più volte rimaneggiata e accresciuta, così come l'annesso convento, del quale si conserva l'impianto con due meravigliosi chiostri.
Al suo interno, a pianta longitudinale con una sola navata, tre cappelle per lato e un'abside semicircolare, sono conservate testimonianze relative al momento più alto della pittura locale del corso del XVII secolo.
Chiesa di San Giuseppe in Borgo
Altra chiesa storica della Cesena antica, venne ricostruita nelle forme attuali nel 1637. All'interno due preziose tele: I Santi Sebastiano e Antonio abate di Giuseppe Milani e la Vergine con Bambino e Santi Giuseppe a Marino di G. B. Razzani.
Chiesa di Santa Maria Nascente in Boccaquattro
Anche questo antichissimo edificio religioso risale al 1200, salvo per poi essere demolito e ricostruito nel 1796 su progetto di Benedetto Barbieri. L'interno è sobrio, di un pacato neoclassicismo.
Chiesa di Santa Maria dei Servi
Un preesistente complesso religioso venne probabilmente ricostruito nel 1240, e nel 1367 vi si insediarono i "Servi di Maria".
Come per molti degli edifici sacri di Cesena, alla fine del Quattrocento si procedette a una ricostruzione dell'intero complesso. Tra il 1756 e il 1765 la chiesa assunse le forme attuali su progetto di Pietro Carlo Borboni, mentre il convento, ricostruito tra il 1776 e il 1797 da Azzoli, venne poi lasciato incompiuto per l'arrivo dei francesi. Soppresso l'ordine dei Serviti, dal 1834 si insediarono nel complesso i "Missionari del Preziosissimo Sangue".
Chiesa di Santa Maria del Suffragio
La confraternita omonima venne fondata nel 1633 per suffragare le anime del Purgatorio, mentre la piccola chiesa venne edificata tra il 1685 e il 1689, su progetto di Pier Mattia Angeloni. Agli originali tre altari furono posti quadri di Giova Battista Razzani. Nella seconda metà del Settecento, la facciata della chiesa e l'interno della chiesa furono pesantemente ritoccati venendo ad assumere l'aspetto attuale.
Sull'altare maggiore si trova la pregevole Natività della Vergine con San Manzio, che il molfettese di nascita e napoletano di formazione Corrado Giaquinto eseguì per questa chiesa nel 1752.
Chiesa dello Spirito Santo
Il progetto originale di questa chiesa, facente parte del convento delle Suore dello Spirito Santo, uno dei sei ordini pre-napoleonici, è di Pier Mattia Angeloni, realizzato tra il 1694 e il 1695. Più volte alterata tra il Settecento e l'Ottocento, è oggi sconsacrata ed è utilizzata come spazio espositivo soprattutto per mostre di architettura.
Chiesa di San Zenone Nuovo
La Chiesa di San Zenone si trova nel centro storico della città di Cesena; la chiesa era già presente nel 1292, venne completamente rifatta a partire dal 1764 da Pietro Carlo Borboni.

## Chiese e conventi fuori dal centro storico
Abbazia di Santa Maria del Monte
L'imponente complesso dell'Abbazia di Santa Maria del Monte sorge sul colle Spaziano.
Al colle, dove ora sorge la millenaria basilica, era solito andare in preghiera il vescovo Mauro, oggi santo; dopo la sua morte fu eretta una chiesa, 1000 ca., e poi tra il 1001 e il 1026 venne edificato un monastero.
Nel corso degli anni la basilica si è arricchita di notevoli opere d'arte.
Chiesa e convento dei frati Cappuccini
Chiesa e Convento dei frati Cappuccini sorgono su un colle immediatamente a ridosso della città di Cesena. Di costruzione relativamente più recente rispetto agli altri complessi cesenati, conserva la splendida tela del Guercino raffigurante l'Estasi di San Francesco.
Chiesa e convento dei frati Minori Osservanti
Il complesso dei frati Minori Osservanti, fondato per iniziativa di Malatesta Novello su consiglio della moglie Violante, venne edificato tra il 1459 e il 1464 su progetto del maestro Maso della Val Lugano. Il complesso era circondato da un bosco all'interno di un muro di cinta, del quale resta, a inizio di viale Osservanza, la Celletta di San Onofrio del 1490 che successivamente venne riedificata. Una vasta ricostruzione, operata tra il 1763 e il 1769 da Pietro Carlo Borboni, precedette di poco la completa ricostruzione della chiesa (1791-1794). Il progetto si deve al mantovano Leandro Marconi, anche se i lavori furono seguiti dal posto da Benedetto Barbieri.
Lo stesso Marconi curò le decorazioni dell'interno, eccezione fatta per le cappelle laterali, di Venanzio Cavina.
Chiesa della Madonna delle Rose
Altro edificio recante la firma del prolifico Pier Mattia Angeloni, fu riedificato nel 1680 sul luogo dove probabilmente sorgeva l'antichissima chiesa di chiesa di San Zenone Nuovo.
Chiesa di San Bartolo
Una prima chiesa del 1290 venne ricostruita tra il 1835 e il 1839 su progetto di Antoli secondo un modello classicistico di stampo napoleonico. All'interno due tele: un cinquecentesco Martirio di San Bartolomeo e un Martirio di San Lorenzo.
Chiesa di San Pietro
Interessante e antichissimo edificio (XII secolo), poi ricostruito, presenta pianta a croce latina, con due cappelle con ancone del 1671; in esse: Sant'Isidoro Agricola (G. B. Razzani, 1633 ca.) e Sacra Famiglia (Giuseppe Milani).

## Chiese del forese
Chiesa di San Martino in Fiume
Non lontana dal fiume Savio sorge questa chiesa che, esistente già nel XIII secolo, fu riedificata nel 1505 e restaurata dopo i danni subiti durante la Seconda guerra mondiale..
Chiesa della Madonna di Bagnolo, nella frazione di Sant'Andrea in Bagnolo
- Importanti inoltre le chiese delle frazioni di Ronta e Tipano.